# Clathria hooperi
Clathria hooperi är en svampdjursart som beskrevs av Samaai och Gibbons 2005. Clathria hooperi ingår i släktet Clathria och familjen Microcionidae.
Artens utbredningsområde är havet utanför Sydafrika. Inga underarter finns listade i Catalogue of Life.